# Собор Святого Петра (Джаково)
Собор Святого Петра — римо-католицький собор в місті Джаково, Хорватія. Катедральний храм архідієцезії Джаково-Осієка, пам'ятка архітектури. Один з семи хорватських соборів, які мають статус «малої базиліки».

## Історія й архітектура

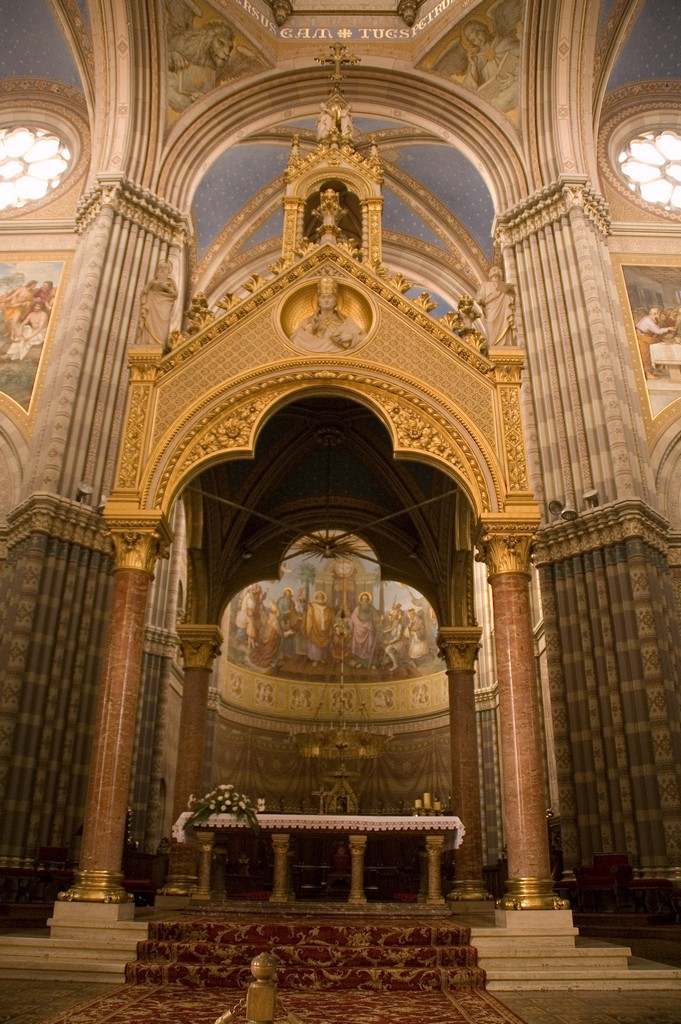
Головний вівтар і ківорій

Собор побудований в 1866–1882 роках за часів архієпископа Йосипа Юрая Штросмайєра, видного діяча хорватського національного відродження, який був головним ініціатором будівництва нового собору в Джакові замість старої і скромної церкви. Архітекторами собору були віденські архітектори Карл Резнер та Фрідріх фон Шмідт. Собор тринавний, має в плані форму латинського хреста. Фрески з зображенням сцен зі Старого Завіту в головній наві та сцен з життя святого Петра у вівтарному просторі виконали римські художники Олександр Максиміліан, Лодовіко Зейц і Акілле Ансільоні.
Особливої уваги заслуговує високий 15-метровий ківорій над головним вівтарем, який спирається на 4 мармурові колони. З кожного боку ківорію у верхній його частині медальйони із зображеннями чотирьох Отців латинської церкви: Амвросій Медіоланський, Ієронім, Аврелій Августин та Григорій Великий. Автор ківорію — Карл Резнер. В апсиді храму — кафедра єпископа з різьбленого дуба авторства Фрідріха фон Шмідта. У кафедру вправлено дерев'яне зображення Богородиці, виконане пізанськими майстрами XIV століття і придбане Штросмайером в Італії.
У крипті собору — могила єпископа Штросмайєра. У 1993 році собор відвідував папа Іван-Павло II.
Собор оточує парк XIX століття, що визнаний ландшафтною пам'яткою і знаходиться під охороною. У парку знаходиться палац єпископа.